# Ministère des Affaires populaires (Japon)
Le Minbu-shō ou Mimbu-shō (民部省, « ministère des Affaires populaires ») peut désigner :
1. un des Huit Ministères (八省?) de la cour impériale du Japon, créé par le code de Taihō au début du VIIIe siècle et continué sous le régime du système légal ritsuryō[3] ;
2. un éphémère ministère du Japon (en) durant l'ère Meiji (août-septembre 1869, août 1870-septembre 1871)[4].

## Minbu-shō (ritsuryō)
Le ministère, créé par le code de Taihō et les lois ritsuryō, est l'un des Huit Ministères, dans l'aile des quatre ministères relevant du bureau de Contrôle de la gauche (左弁官局, Sabenkankyoku) des Huit Ministères. Comme son nom l'indique, cet organisme se préoccupe du contrôle des affaires des gens ordinaires, considérés comme producteurs taxables de produits,. Le ministère maintient divers fichiers : les recensements de population envoyés par les provinces, les relevés cadastraux (propriétés foncières) et les registres de comptabilité fiscale.

### Autorité ministérielle selon le code Yōrō
Le code Yōrō (version révisée du code de Taihō qui a créé le ministère), précise les pouvoirs conférés au ministère sous son Statut de nominations officielles (職員令, Shikiin-ryō, « Article pour le ministère des Affaires populaires »). Il y est indiqué que :

| 諸国戸口名籍、賦役、孝義・優復・蠲免、家人奴婢、橋道、津済、渠池、山川、藪沢、諸国田事. | Le ministère est responsable des registres des populations, des impôts sur le travail, des obligations familiales [à savoir les exonérations de l'impôt du travail dans les cas méritants, comme celui d'un fils seul soutien de parents âgés, etc.], des serviteurs et esclaves [qui, étant non libre et non-possédants sont non imposables] ; des ponts et des routes, des ports, des clôtures, des baies, des lacs, des montagnes, rivières, forêts et marécages etc. ; des terres rizicoles dans toutes les provinces. - Sansom tr. |

Le « toutes les provinces » ci-dessus ne comprend pas la capitale. Le recensement de l'aristocratie qui porte les noms de clan (uji ou kabane), etc., est de la compétence du Jibu-shō (ministère des Cérémonies). Et le ministère n'est pas « directement responsable de l'entretien des routes, ponts, etc. » mais conserve simplement ces documents à des fins de suivi et de transport d'imposition fiscale.

### Certificats des affaires populaires
Le ministère délivre des certificats d'ordre ou des chartes appelés minbushō-fu (民部省符) « certificat des Affaires populaires » aux fonctionnaires et gouverneurs provinciaux (kokushi). Le système des shōen reconnaît la propriété privée des terres de rizières récupérées des marais mais ne confère pas automatiquement l'exonération fiscale (comme le suggèrent certaines définitions trompeuses de dictionnaire). Dès le début de l'époque de Heian, l'exemption fiscale ou un statut de clémence est ratifié par le certificat ou la charte kanshōfu (官省符) émis soit par ce ministère ou le Grand Conseil (daijō-kan) lui-même (voir kanshōfu-shō (官省符荘)),.
Au cours de l'ère Jōgan (貞観) (859-877) le système ritsuryō est interrompu durant le régime de Fujiwara no Yoshifusa tandis que l'autorité des ministères est absorbée par le Grand Conseil (extrait de ja:民部省). Le décret de Jōgan 4, VII, 27 août 826 démet essentiellement le ministère de son contrôle sur la politique de clémence fiscale et prévoit que toutes les demandes d'allégement fiscal seront entièrement décidées par le Grand Conseil d'État (daijō-kan), et sa décision délivrée directement aux pays par le certificat du Grand Conseil (daijō-kan fu). Le ministère continue d'émettre des certificats pour les exemptions des propriétés shōen, mais il ne s'agit que de validation de décisions prises en amont, comme auparavant. Ces changements dans l'exercice de l'administration sont codifiés dans le Jogan shiki (貞観式) « Procédures de l'ère Jōgan » et plus tard dans l'Engishiki,. Le ministère est donc limité au traitement des responsabilités matérielles concernant les provinces.

## Hiérarchie
Le Minbu-shō (民部省) est dirigé par le ministre dont la charge est habituellement occupée par un fils ou un proche parent de l'empereur, du quatrième rang ou plus,,.
- Minbu-kyō (民部卿?) : ministre des Affaires populaires

alias : administrateur en chef du ministère des Services civils.
- Minbu-no-tayū (民部大輔?) : ministre adjoint principal des affaires populaires

alias : vice-ministre.
- Minbu-no-shōyū (民部少輔?) : ministre adjoint secondaire des Affaires populaires[15].

alias : vice-ministre adjoint.
- Minbu-no-daijō (民部大丞?) : secrétaires de premier rang (deux postes)[1],[16].
- Minbu-no-shōjō (民部少丞?) : secrétaires secondaires (deux postes)[1].
- Minbu-dairoku ou minbu-no-dai-sakan (民部大録?) : enregistreur principal (un poste)[1].
- Minbu-shōroku ou minbu-no-shō-sakan (民部少録?) : enregistreurs secondaires (3 postes[1])[1].

Il existe deux bureaux sous le ministère :
- le Shukei-ryō, ou Kazue-no-tsukasa  (主計寮?), bureau du Calcul[17] ou bureau des Statistiques[1] est responsable de deux types d'impôts, le chō (調, « taxe sur l'artisanat »?) et le yō (庸corvée?). Le yō est une forme de conscription au travail obligatoire, ou plus souvent les produits payés afin d'être exemptés de l'obligation ;
- le Shuzei-ryō ou Chikara-ryō (主税寮?), bureau des Impôts[1],[17] est chargé de la troisième forme de taxe, la so (租?, « taxe foncière (payée par le riz »)). Les trois formes de taxes sont connues sous le nom soyōchō (租庸調?) sous le système ritsuryō.

- Kazue-no-kami (主計頭?) : directeur[1]
- Kazue-no-suke (主計助?) : directeur adjoint
- Kazue-no-taijō (主計大允?) : secrétaire[1]
- Kazue-no-shōjō (主計少允?) : secrétaire adjoint[1]
- Kazue-no-dai-sakan (主計大属?) : commis principal[1]
- Kazue-no-shōzoku (主計少属?) : commis secondaire[1]
- Sanshi (算師?) : comptables (deux postes)[1] ; mathématiciens expérimentés qui calculent les impôts sur les revenus et les dépenses[6]
- Chikara-no-kami (主税頭?) : directeur[1] ; ce directeur est responsable de la distribution et de la réception des greniers publics so[1]
- Chikara-no-suke (主計助?) : directeur adjoint
- Chikara-no-taijō (主税大允?) : secrétaire[1]
- Chikara-no-shōjō (主税少允?) : secrétaire adjoint[1]
- Chikara-no-dai-sakan (主税大属?) : commis principal[1]
- Chikara-no-shōzoku (主税少属?) : commis secondaire[1]
- Sanshi (算師?) : comptables (deux postes)[1] ; mathématiciens expérimentés qui tient les documents fiscaux[6].

Le rinin (廩院) est une institution accessoire à ce ministère qui conserve une partie de la taxe corvée (yō de soyōchō) et nenryō shōmai (年料舂米, « évaluation annuelle du riz poli »), qui est distribué au cours des cérémonies et fonctions,.

## Liste des titulaires de la charge
- Ariwara no Yukihira (Ariwara no Yukihira?), ministre (883-887), connu sous le nom Zai Minbukyō (« Zai » étant la lecture chinoise de la première lettre de son nom de famille).
- Sugawara no Michizane (菅原道真?), assistant ministériel adjoint (874), ministre (896).
- Fujiwara no Tadabumi (藤原忠文?) 873-947, aussi appelé Uji no Minbukyō ou « directeur Uji » (du ministère des Affaires populaires)[19],[20].
- Le fictionnel Fujiwara no Koremitsu (藤原惟光?), frère de lait de Hikaru Genji est Minbu no Taifu[21].
- Fujiwara no Tameie (1198-1275) est ministre nominal[22] mais la gouvernance est déjà passée aux samouraïs à l'époque de Kamakura.

## Liste des alias
Littéral
- Bureau des Affaires civiles[21]
- Département des Affaires populaires[23]
- Ministère des Affaires populaires[6],[17],[24],[25]
- Ministère des Affaires populaires[1],[5],[26],[27]
- Ministère de la Population[28]

Sémantique
- Ministère du Revenu et du Recensement[29]
- Ministère de l'Administration civile[30]
- Ministère des Services civils[14]
- Ministère du Personnel[31]

## Source de la traduction
- (en) Cet article est partiellement ou en totalité issu de l’article de Wikipédia en anglais intitulé « Ministry of Popular Affairs » (voir la liste des auteurs).